# إليمر كوكسيس
إليمير كوكسيس (بالرومانية: Elemér Kocsis)‏ (16 أكتوبر 1910 – 26 أكتوبر 1981) لاعب كرة قدم روماني ذو أصول مجرية راحل كان يجيد اللعب في خط الهجوم .
لعب طوال مسيرته الرياضية في نادي بيهور أوراديا . شارك مع منتخب رومانيا في بطولة كأس العالم 1930 في الأوروغواي .

## روابط خارجية
- إليمر كوكسيس على موقع الاتحاد الدولي (مؤرشف)  (الإنجليزية)
- إليمر كوكسيس على موقع قاعدة بيانات كرة القدم.إي يو (الإنجليزية)
- إليمر كوكسيس على موقع ناشيونال فوتبول تيمز (الإنجليزية)
- إليمر كوكسيس على موقع عالم كرة القدم.نت (الإنجليزية)